# Órvilos
L'Órvilos (en grec ancien Όρβηλος) ou Slavyanka (en bulgare Славянка, « femme slave »), anciennement connu sous les noms turc Alibotuş et bulgare Kitka Planina (Китка планина) est un massif montagneux appartenant aux Rhodopes situé à la frontière entre la Bulgarie et la Grèce.

## Géographie et géomorphologie

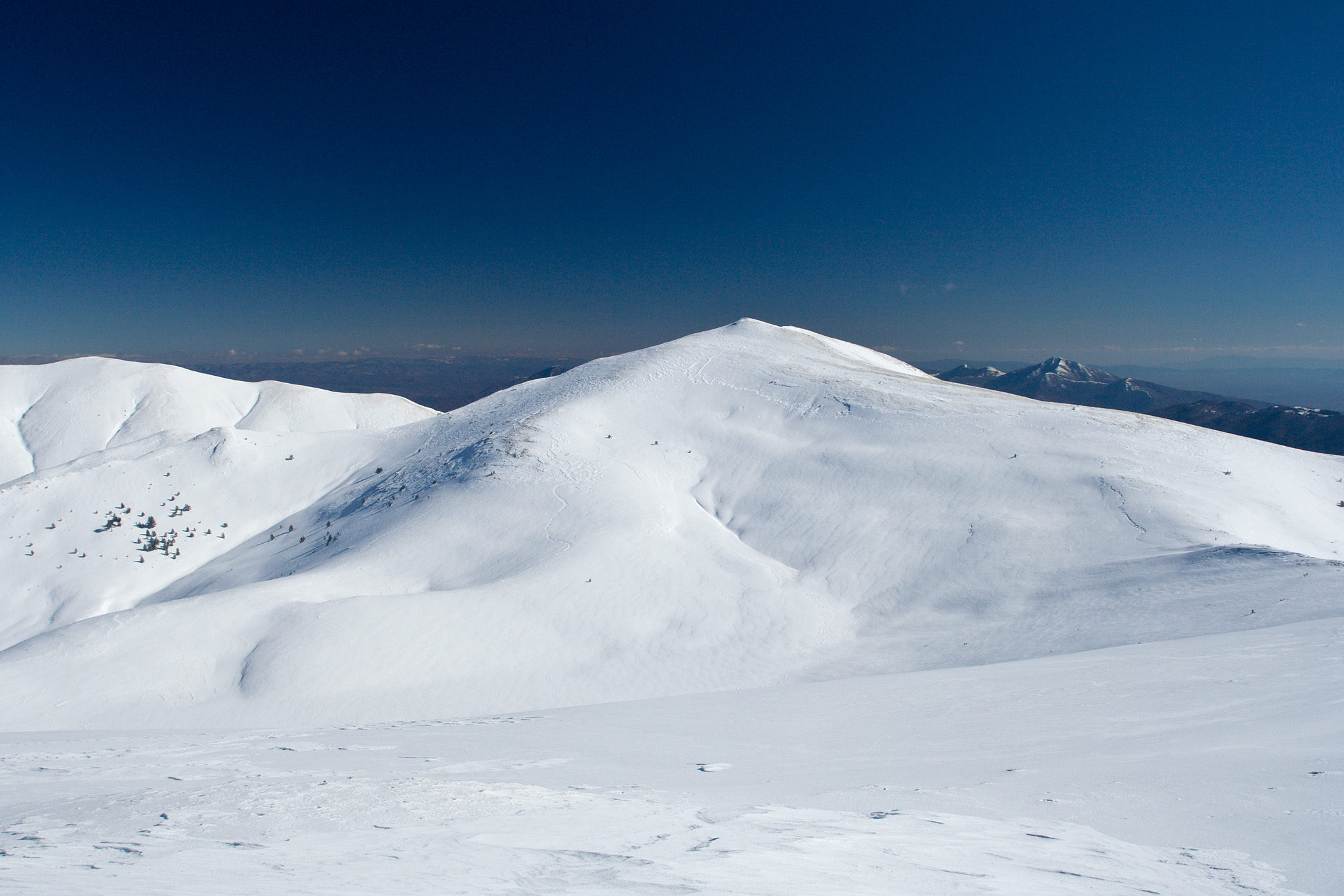
Le Gocev vrăh (2212 m)

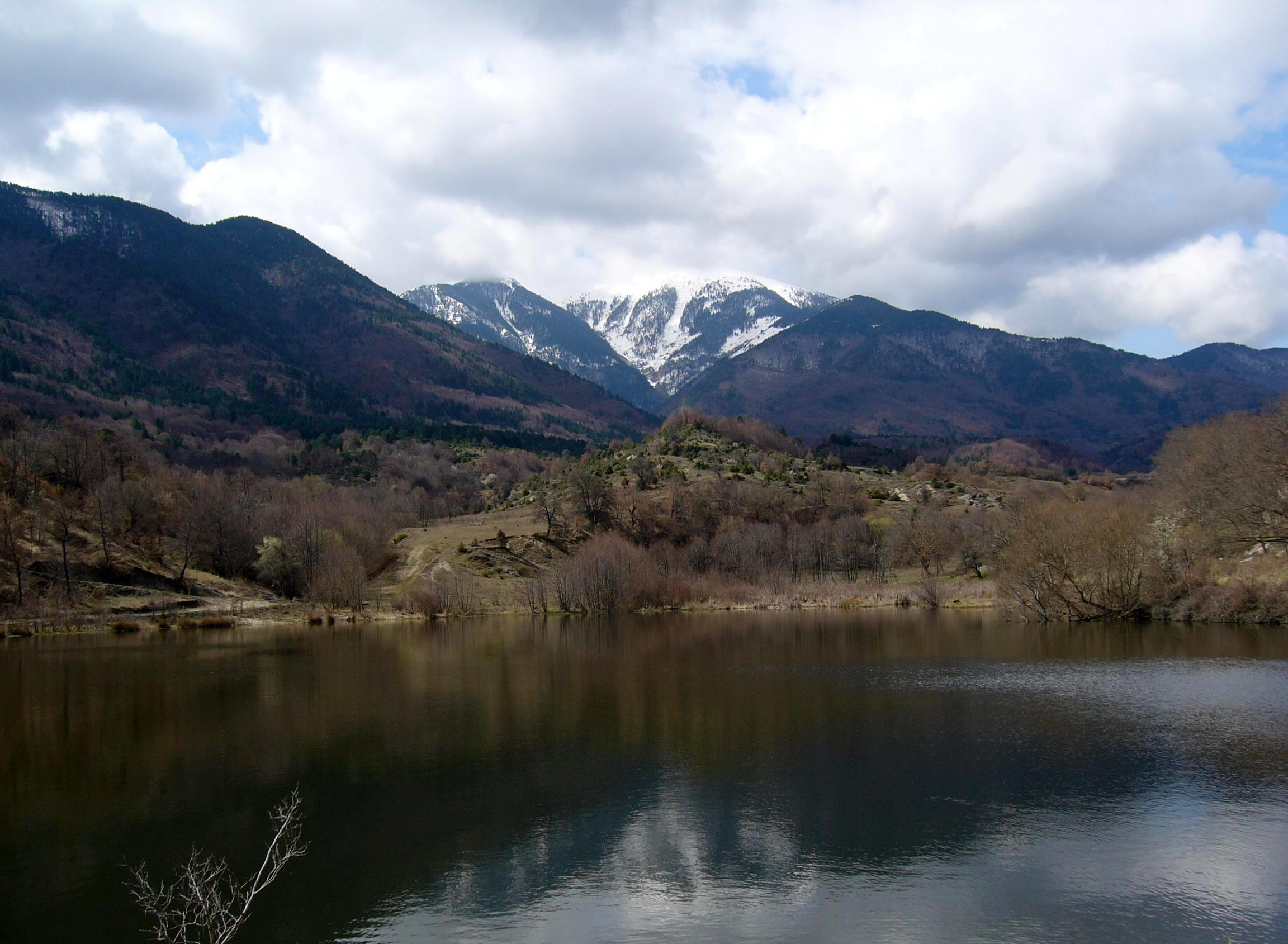
Órvilos

Le massif s'élève au sud-ouest de la Bulgarie et au nord de la Grèce. Il se situe au sud du Pirin et appartient aux Rhodopes. Les principaux sommets sont les monts Gocev vrăh (2 212 m), Goljam Carev vrăh (2 186 m), Malăk Carev vrăh (2 087 m), Šabran (2 196 m) et Saljuva Džamija (2 027 m).
Il a la forme d'un vaste dôme mais ses arêtes sont abruptes. Il présente un relief karstique et possède une trentaine de cavités réputées dans le domaine de la spéléologie.

## Climat
Le massif est sous forte influence du climat méditerranéen, avec des précipitations élevées en automne et en hiver mais faibles en été. La température moyenne, à altitude égale, est plus élevée que dans le reste de la Bulgarie. Elle est comprise entre 14 °C au niveau des piémonts et 6 °C sur les sommets.

## Faune et flore
La flore du massif est relativement riche, avec plus de 1 700 espèces de plantes vasculaires, y compris 20 espèces endémiques de la Bulgarie dont 5 du massif lui-même. À basse altitude, on trouve principalement le pin noir, alors qu'au-delà de 1 800 mètres d'altitude, seul le pin de Bosnie survit. Ces espèces sont ainsi les plus élevées des Balkans.
Les forêts abritent le cerf élaphe, le sanglier, le lièvre, le renard, le blaireau, le chacal, ainsi que plusieurs espèces de reptiles (serpents, lézards, tortues, etc.)